# جو فريمان
جو فريمان (بالإنجليزية: Jo Freeman)‏ (من مواليد 26 أغسطس 1945)، هي نسوية أمريكية، وعالمة سياسة، وكاتبة، ومحامية. أصبحت ناشطة في المنظمات التي تعمل من أجل الحريات المدنية، وحركة الحقوق المدنية، كطالبة في جامعة كاليفورنيا، في بيركلي في ستينيات القرن العشرين. شاركت في تسجيل المقترعين، والتنظيم الاجتماعي في ألاباما وميسيسيبي، وكانت من المُنظِّمات الأوائل لحركة تحرير المرأة. ألفت العديد من المقالات النسوية الكلاسيكية، بالإضافة إلى أبحاث مهمة حول الحركات الاجتماعية، والأحزاب السياسية. كتبت بشكل مكثف عن النساء، خاصة بما يتعلق بالقانون، والسياسة العامة، تجاه النساء، والنساء في السياسة السائدة.

## النشأة والتعليم
ولدت في أتلانتا، في ولاية جورجيا الأمريكية عام 1945. والدتها هيلين من هاميلتون بولاية ألاباما، وخدمت خلال الحرب العالمية الثانية كملازمة أولى في فيلق الجيش النسائي المتمركز في إنجلترا. انتقلت بعد فترة وجيزة من ولادة جو إلى لوس أنجلوس في كاليفورنيا، حيث دربت طلاب الصف قبل الأخير لفترة قصيرة قبل وفاتها بسبب انتفاخ الرئة. التحقت فريمان بمدرسة برمنغهام الثانوية، لكنها تخرجت في الصف الأول من مدرسة غرانادا هيلز الثانوية في عام 1961. حصلت على درجة البكالوريوس مع مرتبة الشرف في العلوم السياسية، من جامعة كاليفورنيا في بيركلي عام 1965. بدأت في الدراسات العليا في العلوم السياسية في جامعة شيكاغو في عام 1968، وأكملت درجة الدكتوراه في عام 1973. ذهبت إلى واشنطن العاصمة بعد أربع سنوات من التدريس في جامعة ولاية نيويورك، كزميلة في مؤسسة بروكينغز وبقيت عامًا آخر كزميلة في الجمعية الأمريكية للعلوم السياسية. دخلت كلية الحقوق بجامعة نيويورك عام 1979 كباحثة في منحة روت تيلدن، وحصلت على درجة جاي دي عام 1982. قُبلت في نقابة محامي نيويورك عام 1983.
انتقلت فريمان إلى بارك سلوب في بروكلين في عام 1979 للالتحاق بكلية الحقوق، وأقامت في كينسيغتون، بروكلين منذ عام 1985.

## ناشطة طلابية في بيركلي
كانت فريمان ناشطة في الشبيبة الديمقراطية للجامعة في بيركلي، وكذلك في حزب الجامعة السياسي سليت. عمل سليت من أجل إلغاء التجارب النووية، وإلغاء حظر الجامعة على المتحدثين الجدليين، وتحسين التعليم الجامعي في كالفورنيا. طوّر دليلًا للصفوف والأساتذة بعنوان ملحق سليت للفهرس العام، إذ كتبت فريمان فيه مراجعات الأساتذة ودوراتهم. أحد أهم المبادئ الأساسية لسليت، أن يتمتع الطلاب بنفس الحقوق في اتخاذ مواقف بشأن القضايا في الحرم الجامعي، والتي يملكونها كمواطنين خارج الحرم الجامعي. قيّدت الجامعة مثل هذا النشاط منذ ثلاثينيات القرن العشرين. أصبحت قضية رئيسية عندما جاءت حركة الحقوق المدنية إلى منطقة خليج سان فرانسيسكو، في خريف عام 1963، لأن الطلاب أرادوا دعم الحركة في الحرم الجامعي وخارجها أيضًا.
كان السؤال دراميًا في خريف عام 1964، عندما قامت المنظمات الطلابية بإعداد طاولات في الحرم الجامعي لالتماس الأموال وتجنيد الطلاب للعمل السياسي خارج الحرم الجامعي في تحد للحظر. أُلقي القبض على شخص واحد وصدرت تنويهات إدارية بحق العديد من الطلاب. شكّلت مجموعات من الطلاب حركة حرية التعبير (إف إس إم) لمواصلة النضال، بعد أن أمكن بالكاد تجنب خيار الاعتقال الجماعي في المفاوضات النهائية مع رئيس الجامعة كلارك كير.
مثّلت فريمان شبيبة الجامعة الديمقراطية في اللجنة التنفيذية لحركة حرية التعبير. كانت فريمان واحدة من 800 طالب وطالبة ممن قُبض عليهم لجلوسهم في مبنى الإدارة الرئيسي في 2-3 ديسمبر عام 1964، بعد شهرين من المفاوضات غير المثمرة. كان هذا أكبر اعتقال جماعي في تاريخ كاليفورنيا. أجبرت الدعاية التي ولّدتها، أعضاء مجلس الجامعة على تغيير القواعد بحيث يمكن للطلاب متابعة القضايا السياسية في الحرم الجامعي.

## ناشطة حقوق مدنية
غضبت حركة الحقوق المدنية من أصحاب العمل المحليين الذين لم يوّظفوا السود، عندما وصلت إلى خليج سان فرانسيسكو في عام 1963. نُظّمت مظاهرات في سوبر ماركت لاكي ومطعم ميلز درايف إن، لحملهم على توقيع اتفاقيات توظيف. أعقب هذا النجاح مفاوضات فاشلة مع الفنادق الأكثر فخامة في سان فرانسيسكو والعديد من تجار السيارات. كانت فريمان واحدة من 167 متظاهرًا اعتُقلوا في فندق شيراتون بالاس في مارس 1964، وواحدة من 226 متظاهرًا اعتُقلوا في وكالة كاديلاك في أبريل. حُكمت بالبراءة في محاكمتها الأولى وأُدينت في محاكمتها الثانية، مما أدى إلى الحكم عليها بعقوبة السجن لمدة خمسة عشر يومًا. منعتها محاكمتها الثانية من حضور مشروع صيف الحرية لعام 1964 في ميسيسيبي. سافرت بعد أن أنهت مدة العقوبة، إلى المؤتمر الوطني الديمقراطي لعام 1964 في أغسطس في أتلانتيك سيتي في نيو جيرسي، لدعم عريضة حزب الحرية الديمقراطي في المسيسيبي، ليحل مكان وفد ميسيسيبي النظامي للبيض فقط.
انضمت فريمان بعد التخرج من جامعة كاليفورنيا في بيركلي، إلى المشروع الصيفي لمؤتمر القيادة المسيحية الجنوبي (إس سي إل سي)، ومنظمة المجتمع الجنوبي والتعليم السياسي (سكوب). انضمت إلى موظفي إس سي إل سي كعاملة ميدانية عندما انتهى الصيف. قامت بتسجيل الناخبين في ألاباما وميسيسيبي للسنة التالية، وقضت بضعة أيام في السجن في كلتا الولايتين. نشرت صحيفة جاكسون ديلي نيوز في الصفحة الافتتاحية في أغسطس 1966، عرضًا عن عملها باعتباره «محرضًا محترفًا»، في إشارة إلى تعاطفها الشيوعي. أصبحت هدفا محتملا لكتائب الموت في ميسيسيبي، لكون العرض مصحوبا بخمس صور، بما في ذلك صورة التُقطت في كاليفورنيا خلال إف إس إم. كشف أمر محكمة اتحادية بعد ثلاثين عاما، قيام لجنة السيادة لولاية ميسيسيبي بتقديم هذه الصور للصحف. وثّق أحد المخبرين مشاركة فريمان في إف إس إم وشاهدها في غرينادا. أعادت إس سي إل سي فريمان إلى أتلانتا بعد أن قلقت على سلامتها، حيث عملت في المكتب الرئيسي وأيضًا كمساعدة كوريتا سكوت كينغ لمدة ستة أسابيع. أُرسلت في أكتوبر للعمل مع مشروع إس سي إل سي في شيكاغو. ذهبت فريمان للعمل في صحيفة ويست سايد تورش المجتمعية  بسبب انتهاء مشروع إس سي إل سي. حاولت العثور على وظائف كصحافية ومصورة في شيكاغو عندما انتهت وظيفتها، إذ قيل لها أن الفتيات لا يمكنهن تغطية أعمال الشغب. وجدت عملًا كمحررة إعادة كتابة لمجلة تجارية، وأصبحت فيما بعد كاتبة مستقلة.

## وصلات خارجية
- جو فريمان على موقع IMDb (الإنجليزية)